# Oskar Szczepaniec
Oskar Szczepaniec (ur. 15 października 1975 w Chorzowie) – były polski hokeista, reprezentant Polski.
Jego ojciec Andrzej był także hokeistą oraz trenerem.

## Kariera
- HC Ambrì-Piotta (1994-1997)
- Fribourg-Gottéron (1997-1998)
- SCL Tigers (1998-1999)
- Kloten Flyers (1999-2004)
- HC Ambrì-Piotta (2004-2006)
- GDT Bellinzona (2006-2008)

Wychowanek klubu Giovanni Discatori Turrita (GDT) w szwajcarskim mieście Bellinzona. Przez 12 lat występował w najwyższej klasie rozgrywkowej w Szwajcarii, National League A. Ostatnie dwa sezony rozegrał w macierzystym klubie.
Z reprezentacją Polski uczestniczył w turniejach mistrzostwach świata w 1999, 2000 (Grupa B), 2004 (Dywizja IA)

## Sukcesy
Klubowe
- Brązowy medal mistrzostw Szwajcarii (3 razy): 1998 z Fribourg-Gottéron, 2001, 2002 z Kloten Flyers